# Coupe d'Islande de football 1961
La coupe d'Islande 1961 de football est la 2e édition de la Coupe nationale de football.
Elle s'est disputée du 14 août 1961 au 22 octobre 1961, avec la finale disputée au Melavöllur entre le KR Reykjavik et l'IA Akranes.
Les équipes de 1. Deild (1re division) ne rentrent qu'en quarts de finale de l'épreuve. Lors des tours précédents, les équipes de 2. Deild (2e division), ainsi que les équipes réserves s'affrontent en matchs simples. En cas de match nul, le match est rejoué.

## Premier tour
| Équipe 1          | Résultat | Équipe 2            |
| ----------------- | -------- | ------------------- |
| IA Akranes B      | 3 - 3    | þrottur Reykjavik B |
| IA Akranes B      | 2 - 3    | þrottur Reykjavik B |
| þrottur Reykjavik | 6 - 3    | KR Reykjavik B      |

## Deuxième tour
- Entrée en lice de Breiðablik Kopavogur, Vikingur Reykjavik, ÍB Isafjörður, ÍBK Keflavík et des 2 équipes réserves Fram Reykjavik B et Valur Reykjavik B

| Équipe 1          | Résultat | Équipe 2             |
| ----------------- | -------- | -------------------- |
| Valur Reykjavik B | 1 - 1    | þrottur Reykjavik    |
| Fram Reykjavik B  | 4 - 2    | Breiðablik Kopavogur |
| Valur Reykjavik B | 0 - 4    | þrottur Reykjavik    |
| ÍB Isafjörður     | 6 - 0    | Vikingur Reykjavik   |
| ÍBK Keflavík      | 13 - 0   | þrottur Reykjavik B  |

## Troisième tour
| Équipe 1              | Résultat | Équipe 2          |
| --------------------- | -------- | ----------------- |
| ÍB Isafjörður forfait | -        | Fram Reykjavik B  |
| ÍBK Keflavík          | 3 - 2    | þrottur Reykjavik |

## Quarts de finale
- Entrée en lice des 6 clubs de 1. Deild

| Équipe 1            | Résultat | Équipe 2              |
| ------------------- | -------- | --------------------- |
| ÍBK Keflavík        | 2 - 1    | ÍBA Akureyri (D1)     |
| KR Reykjavik (D1)   | 2 - 0    | ÍB Hafnarfjörður (D1) |
| ÍA Akranes (D1)     | 3 - 0    | Fram Reykjavik B      |
| Fram Reykjavik (D1) | 3 - 0    | Valur Reykjavik (D1)  |

## Demi-finales
| Équipe 1     | Résultat | Équipe 2          |
| ------------ | -------- | ----------------- |
| KR Reykjavik | 2 - 1    | Fram Reykjavik    |
| IA Akranes   | 2 - 1    | ÍBK Keflavík (D2) |

## Finale
| 22 octobre 1961 | KR Reykjavik                         | 4 - 3 | IA Akranes                           | Melavöllur, Reykjavik |  |
|                 | Gunnar Felixson , · Sveinn Jonsson , |       | þorður Jonsson , · Skuli Hakonarsson |                       |  |
|                 | (Rapport)                            |       |                                      |                       |  |